# Região Metropolitana de Buffalo – Niagara Falls
A Região Metropolitana de Buffalo – Niagara Falls é uma região metropolitana designado pelo United States Census Bureau, abrangendo dois municípios - Erie e Niagara - no estado de Nova Iorque, com uma população estimada em 2010 de 1.135.509 habitantes. É a segunda maior região metropolitana no estado de Nova Iorque, centrando-se na área urbanizada de Buffalo.
Em 1 de abril de 2010, a área metropolitana tinha uma população de 1.135.509 habitantes. Faz parte do ChiPits, que tem cerca de 54 milhões de habitantes.
Em 2010 a ForbesWoman classificou a região como uma das 10 melhores do país para trabalhar.

## Condados
- Erie
- Niagara
- Cattaraugus

## Comunidades

### Cidades
- Buffalo
- Lackawanna
- Lockport
- Niagara Falls
- North Tonawanda
- Olean
- Tonawanda

| - Alden - Amherst - Aurora - Boston - Brant - Cambria - Cheektowaga - Clarence - Colden - Collins - Concord - Eden - Elma | - Evans - Grand Island - Hamburg - Hartland - Holland - Lancaster - Lewiston - Lockport - Marilla - Newfane - Newstead - Niagara | - North Collins - Orchard Park - Pendleton - Porter - Royalton - Sardinia - Somerset - Tonawanda - Wales - West Seneca - Wheatfield - Wilson |

### Vilas
| - Akron - Alden - Angola - Barker - Blasdell - Depew - East Aurora - Farnham - Gowanda - Hamburg - Kenmore | - Lancaster - Lewiston - Middleport - North Collins - Orchard Park - Sloan - Springville - Williamsville - Wilson - Youngstown |

## Demografia
A partir do census 2000, havia 1 170 111 habitantes, 468 719 casas, e 301 970 famílias que residiam dentro da MSA. A composição racial da MSA foi de 83,8% brancos, 11,7% afro-americanos, 0,7% nativos americanos, 1,3% asiáticos, <0,1% das ilhas do Pacífico, 1,2% de outras raças, e 1,3% de duas ou mais raças. Hispânicos de qualquer raça eram 2,9% da população.
A renda mediana para uma casa na MSA era 38.352 dólares. Os homens tem uma renda mediana de 38.086 dólares contra 25.589 dólares para as mulheres. A renda per capita para a MSA era de 19.788 dólares.

## Transportes

### Amtrak stations
| Estação                   | Código | Cidade        | Condado | Linhas atendidas                               |
| ------------------------- | ------ | ------------- | ------- | ---------------------------------------------- |
| Buffalo–Depew             | BUF    | Depew         | Erie    | Empire Service, Lake Shore Limited, Maple Leaf |
| Buffalo – Exchange Street | BFX    | Buffalo       | Erie    | Empire Service, Maple Leaf                     |
| Niagara Falls             | NFL    | Niagara Falls | Niagara | Empire Service, Maple Leaf                     |

### Principais aeroportos
| Aeroporto                             | Código IATA | Código ICAO | Condado |
| ------------------------------------- | ----------- | ----------- | ------- |
| Buffalo Niagara International Airport | BUF         | KBUF        | Erie    |
| Niagara Falls International Airport   | IAG         | KIAG        | Niagara |

### Principais rodovias
- Interstate 90
- Interstate 190
- Interstate 290
- Interstate 990
- U.S. Route 20
- U.S. Route 62
- U.S. Route 219
- New York State Route 5
- New York State Route 33
- New York State Route 198